# Paul-Pierre Philippe
Paul-Pierre Philippe, OP (16 de abril de 1905 - 9 de abril de 1984) foi um cardeal francês e prefeito da Congregação para as Igrejas Orientais na Igreja Católica Romana.
Ele se juntou à ordem dominicana em Paris em 1926 e foi ordenado em 6 de julho de 1932. Foi membro do Pontifício Ateneu Angelicum, a futura Universidade Pontifícia de São Tomás de Aquino (Angelicum) em Roma de 1935 até 1939. Durante a guerra ele serviu como oficial do exército francês. Depois da guerra, ele retornou a Roma para ensinar até 1950.

## Arcebispo e Cardeal
O papa João XXIII nomeou-o arcebispo titular de Erocleopoli Maggiore em 28 de agosto de 1962 e foi consagrado em 21 de setembro daquele ano pelas mãos do papa João. Ele participou do Concílio Vaticano II. Foi nomeado secretário da Congregação para os Religiosos em 14 de dezembro de 1959.
Ele permaneceria como secretário da congregação até 28 de junho de 1967, quando foi nomeado secretário da Congregação para a Doutrina da Fé . Ele foi criado e proclamado cardeal-diácono de S. Pio V a Villa em 5 de março de 1973. Papa Paulo VI nomeou-o Prefeito da Congregação para as Igrejas Orientais no dia seguinte. Ele optou pela ordem dos cardeais sacerdotes e sua diácona foi elevada a título de vice- chantagem em 2 de fevereiro de 1983, depois de ter sido dez anos como cardeal-diácono.